# Don Angelo est mort
Pour plus de détails, voir Fiche technique et Distribution.
Don Angelo est mort (The Don is Dead) est un film américain réalisé par Richard Fleischer, sorti en 1973 avec Anthony Quinn.

## Synopsis
Après le décès de Don Paolo, le chef de la mafia new-yorkaise, un Conseil réunissant les plus grandes familles du Milieu se réunit et désigne Don Angelo comme leur nouveau chef. Ce dernier prend sous sa protection Frank, le fils de Don Paolo et le désigne comme son héritier. Cet arrangement ne convient pas à Orlando, l'avocat d'un chef de famille rival et met tout en œuvre pour qu'une guerre éclate entre Don Angelo et Frank, guerre qui sera très sanglante.

## Fiche technique
- Titre : Don Angelo est mort
- Titre original : The Don is Dead
- Réalisation : Richard Fleischer, assisté de David S. Hall
- Scénario : Christopher Trumbo et Marvin H. Albert d'après son roman The Don Is Dead
- Production : Hal B. Wallis et Paul Nathan
- Société de production : Universal Pictures
- Musique : Jerry Goldsmith
- Photographie : Richard H. Kline
- Montage : Edward A. Biery
- Costumes : Edith Head
- Pays d'origine : États-Unis
- Genre : Policier
- Durée : 115 minutes
- Date de sortie : 1973

## Distribution
- Anthony Quinn (VF : Henry Djanik) : Don Angelo
- Frederic Forrest (VF : Jean Fontaine) : Tony Fargo
- Robert Forster (VF : Jacques Thébault) : Frank
- Al Lettieri (VF : Georges Atlas) : Vince Fargo
- Angel Thompkins (VF : Monique Thierry) : Ruby Dunne
- Charles Cioffi (VF : Roland Ménard) : Orlando
- Barry Russo (VF : Jean-Claude Michel) : Don Bernardo
- Louis Zorich (VF : Jean Berger) : Mitch DiMorra
- Ina Balin (VF : Évelyn Séléna) : Nella
- Joe Santos (VF : Claude Joseph) : Joe Lucci
- Frank DeKova : Giunta
- Abe Vigoda (VF : Michel Gatineau) : Don Talusso
- Victor Argo : Augie the Horse
- Val Bisoglio : Pete Lazatti
- Robert Carricart (VF : William Sabatier) : Mike Spada
- Sid Haig : The Arab
- Vic Tayback (VF : Jean Violette) : Ralph Negri
- Ralph Gambina (VF : Albert de Médina) : Don Pamaglia
- Arlene Charles (VF : Béatrice Delfe) : la fille au bureau d'information de l'aéroport
- Carlos Romero (en) (VF : Claude d'Yd) : Mariano Longobardo
- Lee Delano (VF : Jean Lagache) : Sam Zutti
- Anthony Charnota (VF : Georges Aubert) : Johnny Tresca
- George Skaff (VF : Georges Riquier) : Vito
- Dick Balduzzi (VF : Raoul Curet) : Benny, le patron du bar
- Dick Crockett (en) (VF : Philippe Dumat) : l'homme de main habillé en chauffeur de Taxi
- Allan Ray (VF : Raoul Delfosse) : le joueur de golf
- Robert Sutton (VF : Jacques Richard) : Fagin